# Tournoi de tennis de Mendoza
Le Torneo de Mendoza est un tournoi international de tennis masculin faisant partie de l'ATP Challenger Tour ayant lieu tous les ans au mois de janvier à Mendoza. Il a été créé en 2016 et se joue sur terre battue.

## Palmarès

### Simple
| Année | Vainqueur     | Finaliste   | Score         |
| ----- | ------------- | ----------- | ------------- |
| 2016  | Gerald Melzer | Axel Michon | 4-6, 6-4, 6-0 |

### Double
| Année | Vainqueur                      | Finaliste                      | Score            |
| ----- | ------------------------------ | ------------------------------ | ---------------- |
| 2016  | Máximo González José Hernández | Julio Peralta Horacio Zeballos | 4-6, 6-3, [10-1] |